# Gaisburger Kirche

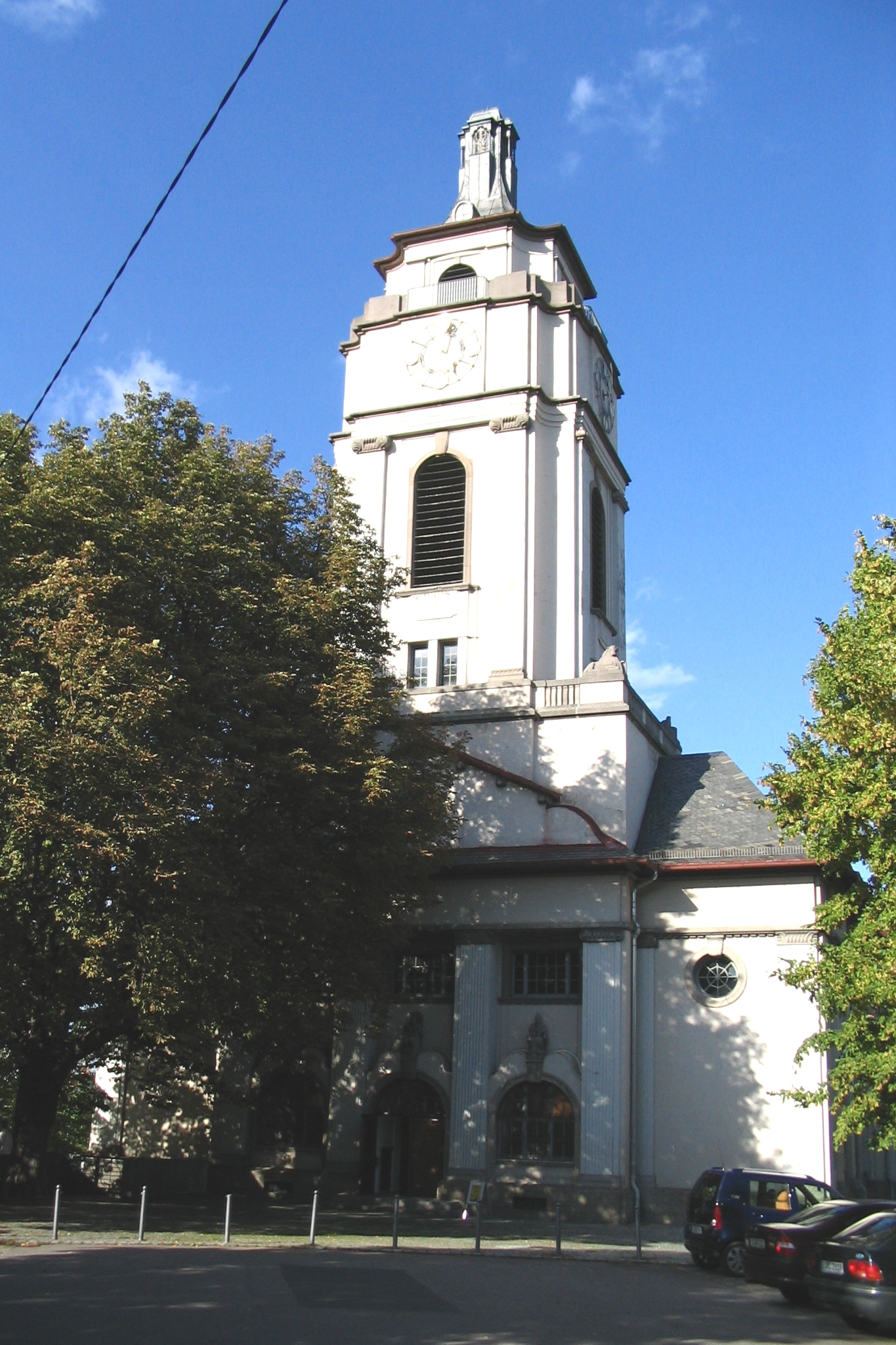
Die Gaisburger Kirche in Stuttgart

Die alte Gaisburger Dorfkirche, um 1900

Die Gaisburger Kirche (eigentlich Evangelische Stadtpfarrkirche Stuttgart-Gaisburg) ist eine evangelische Kirche im Stadtteil Gaisburg in Stuttgart-Ost. Sie wurde von 1911 bis 1913 vom Architekten Martin Elsaesser als Stahlbetonbau in einer Mischung aus spätem Jugendstil, Neoklassizismus und Neobarock geschaffen. Sie gilt als eine der schönsten Kirchen in Stuttgart.

## Vorgeschichte
Am Standort der Gaisburger Kirche, einem Bergsporn oberhalb des linken Neckarufers, befand sich vermutlich bereits seit dem 12. Jahrhundert eine Kapelle. Sie war der Heiligen Barbara geweiht und wurde von Mönchen des im Nordschwarzwald gelegenen Klosters Hirsau errichtet, das hier Weinberge besaß. 1584 wurde die Kapelle durch eine größere Kirche in der Dorfmitte ersetzt, die 1913 nach Errichtung des jetzigen Kirchenbaus abgebrochen wurde. In der Vorhalle des heutigen Bauwerks, das rund 300 Meter vom früheren Kirchenstandort entfernt auf dem Bergsporn errichtet wurde, sind noch verschiedene Dinge aus der alten Gaisburger Kirche erhalten, wie der Taufstein und Heiligenfiguren des früheren Hochaltars aus dem 16. Jahrhundert. Kapelle und Kirche lagen an einem alten Pilgerweg zum nordspanischen Wallfahrtsort Santiago de Compostela, wobei die Jakobspilger bei Gaisburg den Neckar überquerten.
Der Kirchenneubau am Anfang des 20. Jahrhunderts wurde notwendig, weil sich das bisher eigenständige Gaisburg von einem kleinen Winzerdorf zu einer bedeutenden Arbeitervorstadt Stuttgarts wandelte und die Bevölkerung rasch wuchs. Bereits 1874 wurde nach Gaisburg das Stuttgarter Gaswerk verlegt, 1909 folgte der Schlachthof der Großstadt. Nach der Eingemeindung Gaisburgs nach Stuttgart 1901 und dem Anschluss der Kirchengemeinde an die Stuttgarter Gesamtkirchengemeinde 1903, wollte die evangelische Gemeinde von Gaisburg ein größeres und repräsentatives Kirchengebäude. Deshalb wurde 1910 ein Architektenwettbewerb ausgeschrieben, aus dem der mit einem zweiten Preis bedachte Entwurf des damals erst 26-jährigen Martin Elsaesser ausgewählt wurde.

## Geschichte
Die neue Gaisburger Kirche wurde schließlich von 1911 bis 1913 in moderner Stahlbetonbauweise errichtet. Der 1884 geborene Elsaesser war damals eine Art Jungstar der Stuttgarter Architektenszene. Nahezu gleichzeitig mit der Gaisburger Kirche plante und baute er 1914 in der Innenstadt die neue Markthalle Stuttgart und im selben Jahr in Stuttgarter Osten das Wagenburg-Gymnasium. Ziel von Architekt und Auftraggebern war es, dass das neue Kirchengebäude in der exponierten Lage auf dem Bergsporn als monumentales Zeugnis des Protestantismus von allen Seiten sichtbar sein und das „Licht des Evangeliums“ im politisch roten und damit überwiegend antikirchlichen (…) Stuttgarter Osten leuchten lassen sollte.
Im Zweiten Weltkrieg hatte diese exponierte Lage in der Nähe des Gaswerks zur Folge, dass die Gaisburger Kirche schwer beschädigt wurde. Das Gebäude wurde zwar in den 1950er Jahren wiederhergestellt, eine grundlegende Restaurierung wurde aber erst ab 1976 eingeleitet. Heute steht die Kirche unter Denkmalschutz.

## Architektur

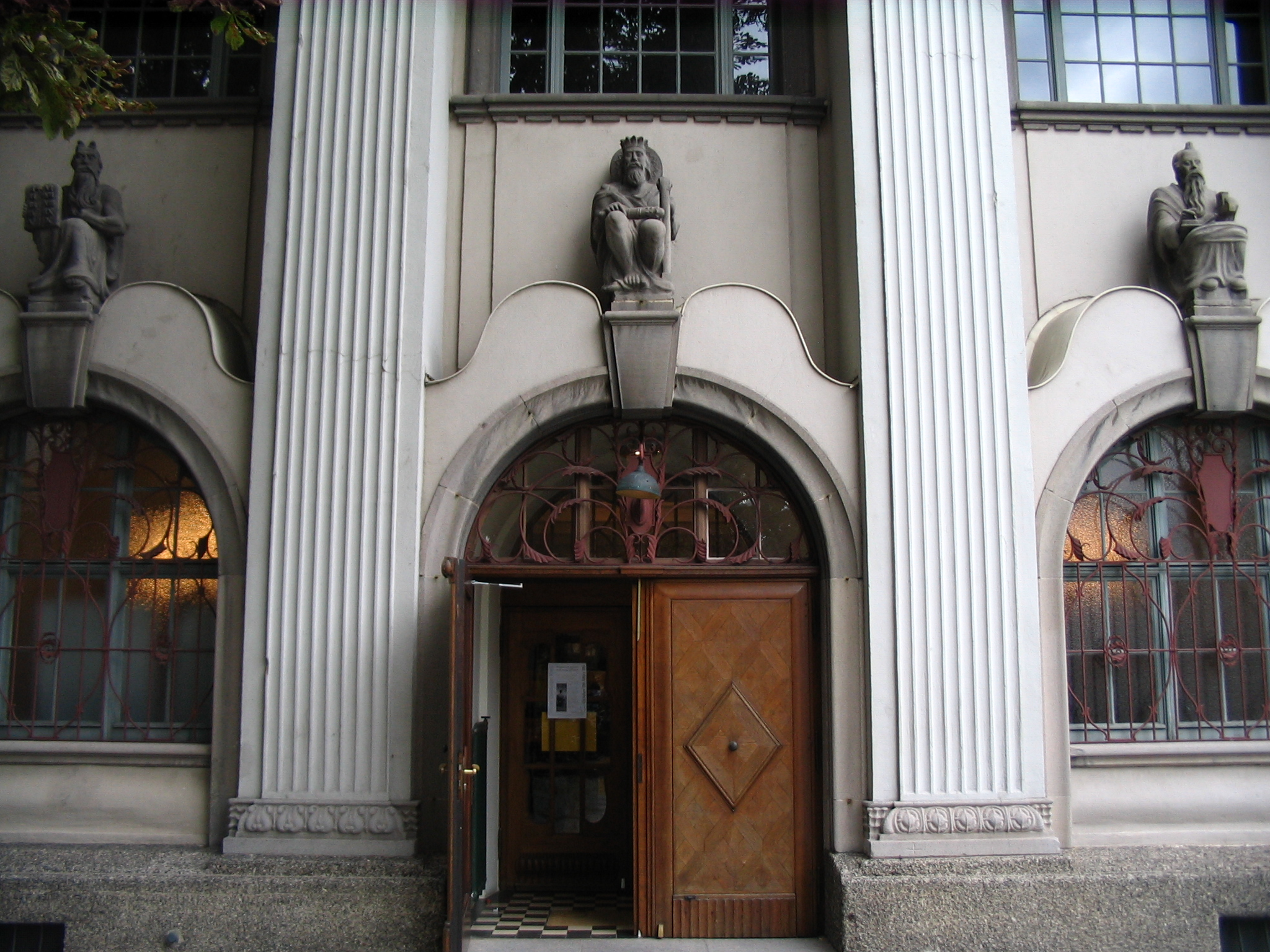
Das Eingangsportal der Gaisburger Kirche

Architekturgeschichtlich entstand die Gaisburger Kirche in einer Experimentierphase zwischen traditionellen Kirchenbauten im Stil von Neoromanik und Neogotik und der nach dem Ersten Weltkrieg einsetzenden klassischen Moderne. Stilistisch ist sie eine Mischung aus spätem Jugendstil, Neoklassizismus und Neobarock.
Die Kirche besteht aus einer rechteckigen Vorhalle, über der ein quaderförmiger Turm aufragt, sowie aus einem elliptischen Zentralbau, über dem eine von 14 ionischen Säulen getragene, ovale Kuppel ruht. Das Eingangsportal wird von drei Rundbögen überragt, über denen als Sitzfiguren der Prophet Moses, König David und der Apostel Paulus zu sehen sind. Von der Vorhalle gelangt man in den ovalen, saalartigen Innenraum, über dem sich eine geschwungene, zweigeschossige Empore befindet. Der wuchtige Turm wird durch die Kehlung seiner Ecken, ein zurückgesetztes Glockengeschoss und einen zeltartigen Dachhelm aufgelockert. Er ist sonntagnachmittags für Besichtigungen geöffnet und bietet einen weiten Rundblick über das Neckartal und den Stuttgarter Osten.

## Kircheninneres

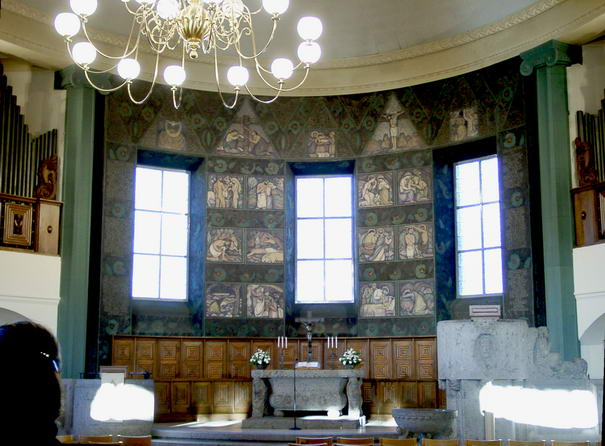
Jugendstil-Malereien von Käte Schaller-Härlin in der Gaisburger Kirche

Während die Gaisburger Kirche außen eher klassizistische Strenge ausstrahlt, zeigt sie innen mehr eine fröhliche Leichtigkeit. Dieser Eindruck wird nicht nur durch die geschwungenen Formen des ovalen Grundrisses und der runden Empore hervorgerufen, sondern auch durch ein monumentales Jugendstil-Wandbild an den Altarwänden (Apsis). Diese Darstellung der Geschichte der Welt von der Schöpfung bis Ostern wurde von der Stuttgarter Künstlerin Käte Schaller-Härlin entworfen, die mit dem Architekten Martin Elsaesser befreundet war. Schaller-Härlin schuf 17 dunkle, grün- bis türkisfarbene Bilder, die von floralen Mustern eines Lebensbaums umrahmt sind. Die drei Fenster zwischen den Wandgemälden waren ursprünglich ebenfalls von Käte Schaller-Härlin 1913 monochrom in zarter Bleiruten-Hellverglasung mit dem Motiv des Lebensbaums gestaltet. Nach der Kriegszerstörung 1944 wurden nacheinander 1949 von Helmuth Uhrig, 1963 von Wolf-Dieter Kohler und letztlich 1993 von der Glasmalerei Gaiser & Fieber gestaltete Fenster geschaffen, wobei sich die letzte und jetzige Ornamentversion dem Original von 1913 annähert. Für die Gemeinde hat die ganze Gestaltung des Kircheninneren auch eine religiöse Bedeutung: Als in Stein gebautes irdisches Abbild des himmlischen Jerusalem bietet er Raum für die positive und lebensbejahende Dimension des christlichen Glaubens.
In gewissem Gegensatz zu dieser Leichtigkeit stehen die wuchtigen Einzelstücke Altar, Kanzel und Taufstein, die vom Bildhauer Christian Scheufele (1884–1915) aus Tuff geschaffen wurden. Im Vorraum der Gaisburger Kirche sind spätgotische Holzplastiken aus dem frühen 16. Jahrhundert aufgestellt, die aus der alten Dorfkirche stammen. Es handelt sich um Jesus und die zwölf Apostel sowie um Maria, die Heilige Barbara, die Heilige Ottilie und den Heiligen Jodokus. Einige Plastiken nehmen Bezug auf die Vergangenheit der Kirche: So erinnert die Heilige Barbara an die frühere Kapelle an diesem Ort. Und die Darstellung des Jodok mit einer Muschel, dem Zeichen der Jakobus-Pilger, weist darauf hin, dass Gaisburg an einem alten Pilgerweg nach Santiago de Compostela lag. Ebenfalls in der Vorhalle ist ein Porträt Elsaessers in spätimpressionistischem Stil zu sehen, das von Schaller-Härlin gemalt wurde.

Detailfotos
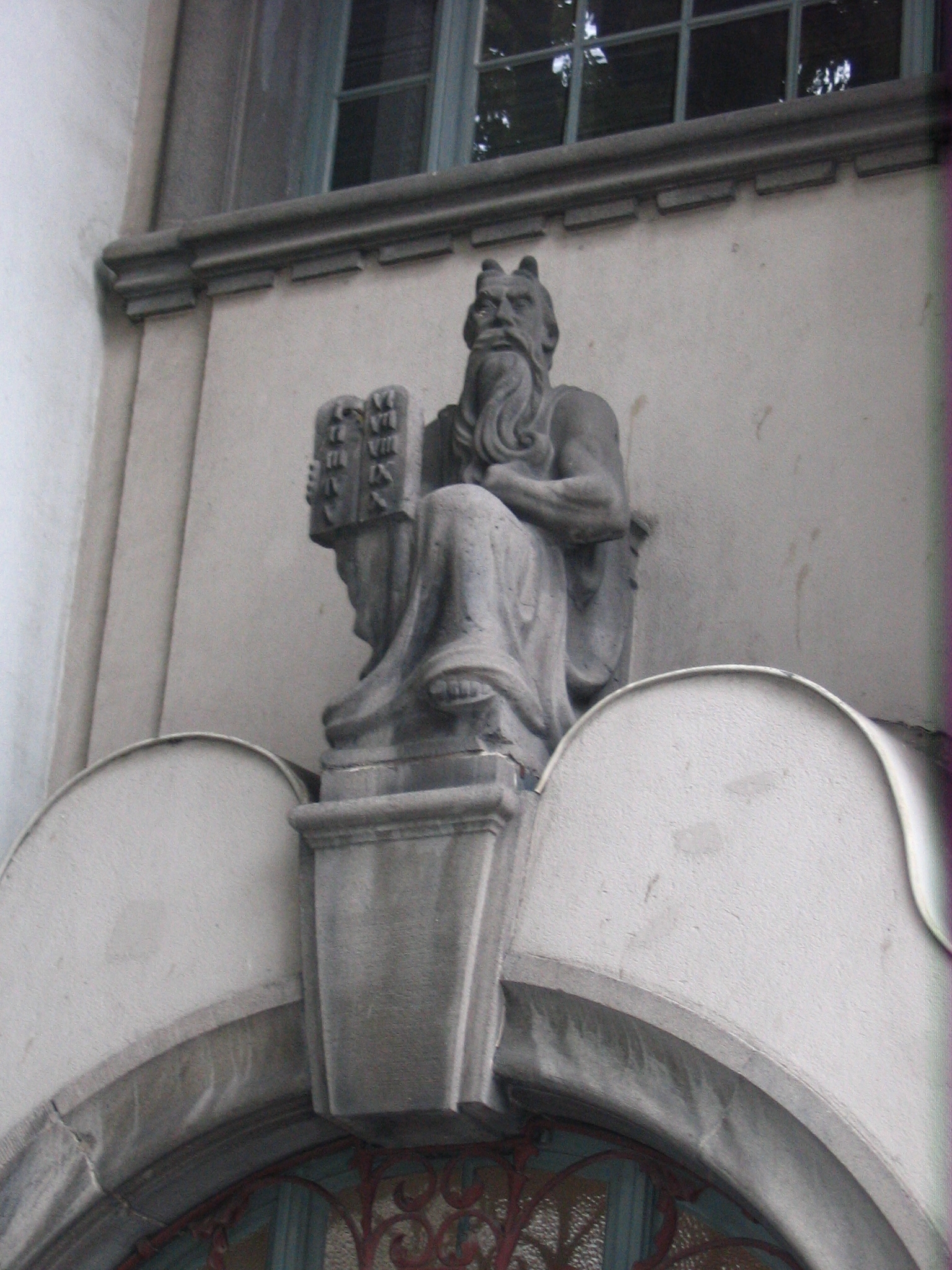
Die Moses-Figur über dem Eingangsportal
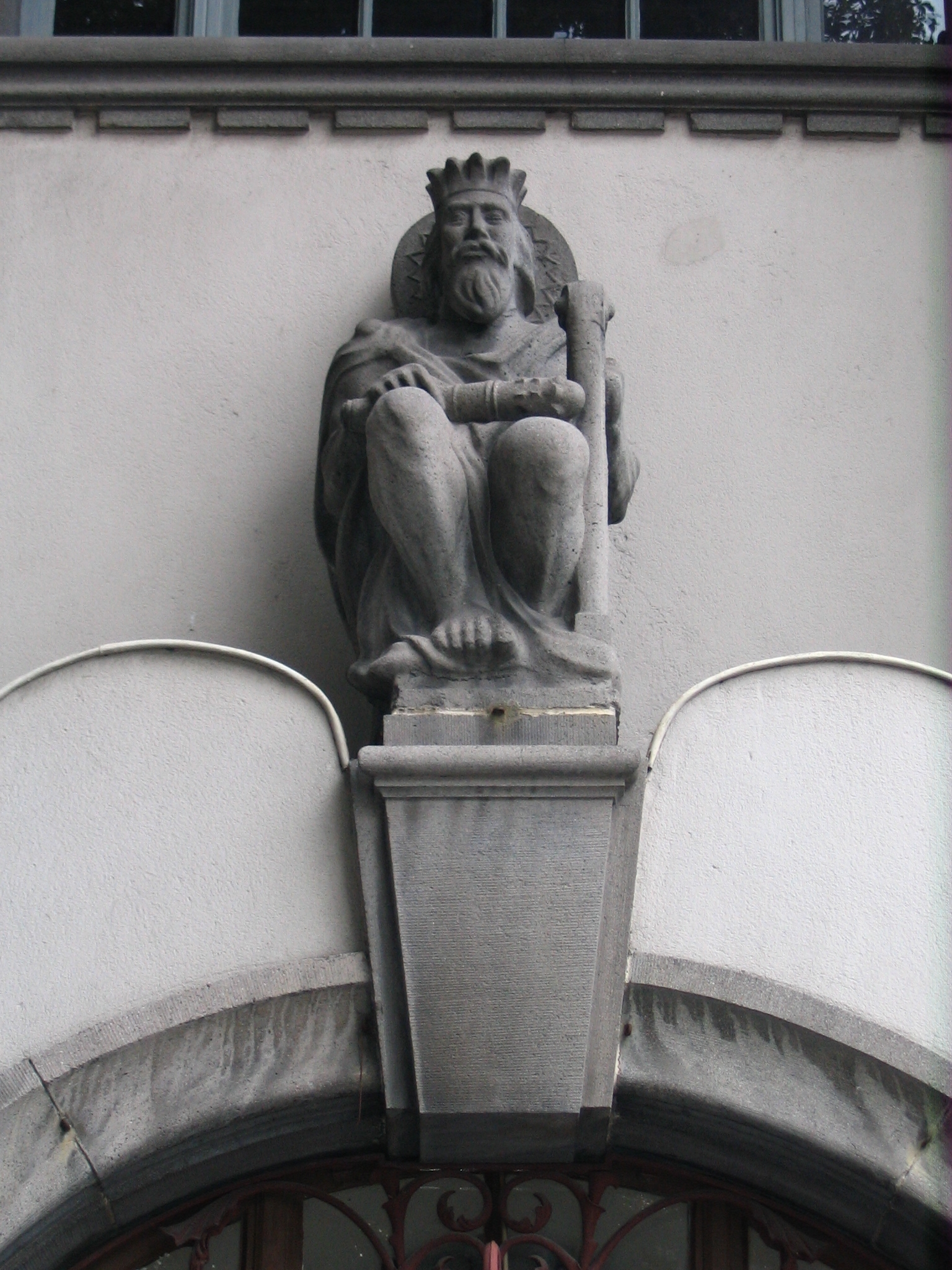
Die David-Figur
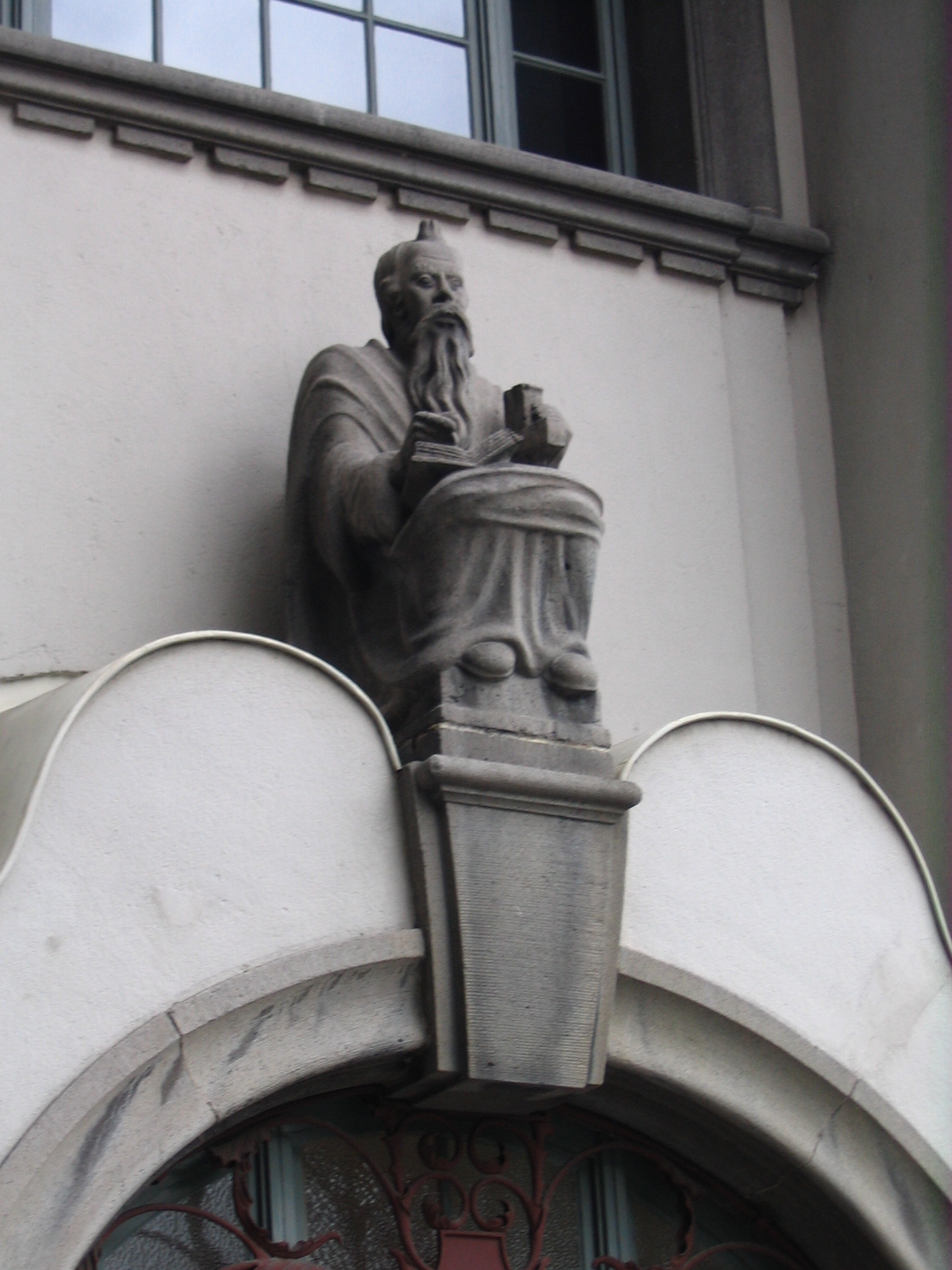
Die Paulus-Figur

## Orgel

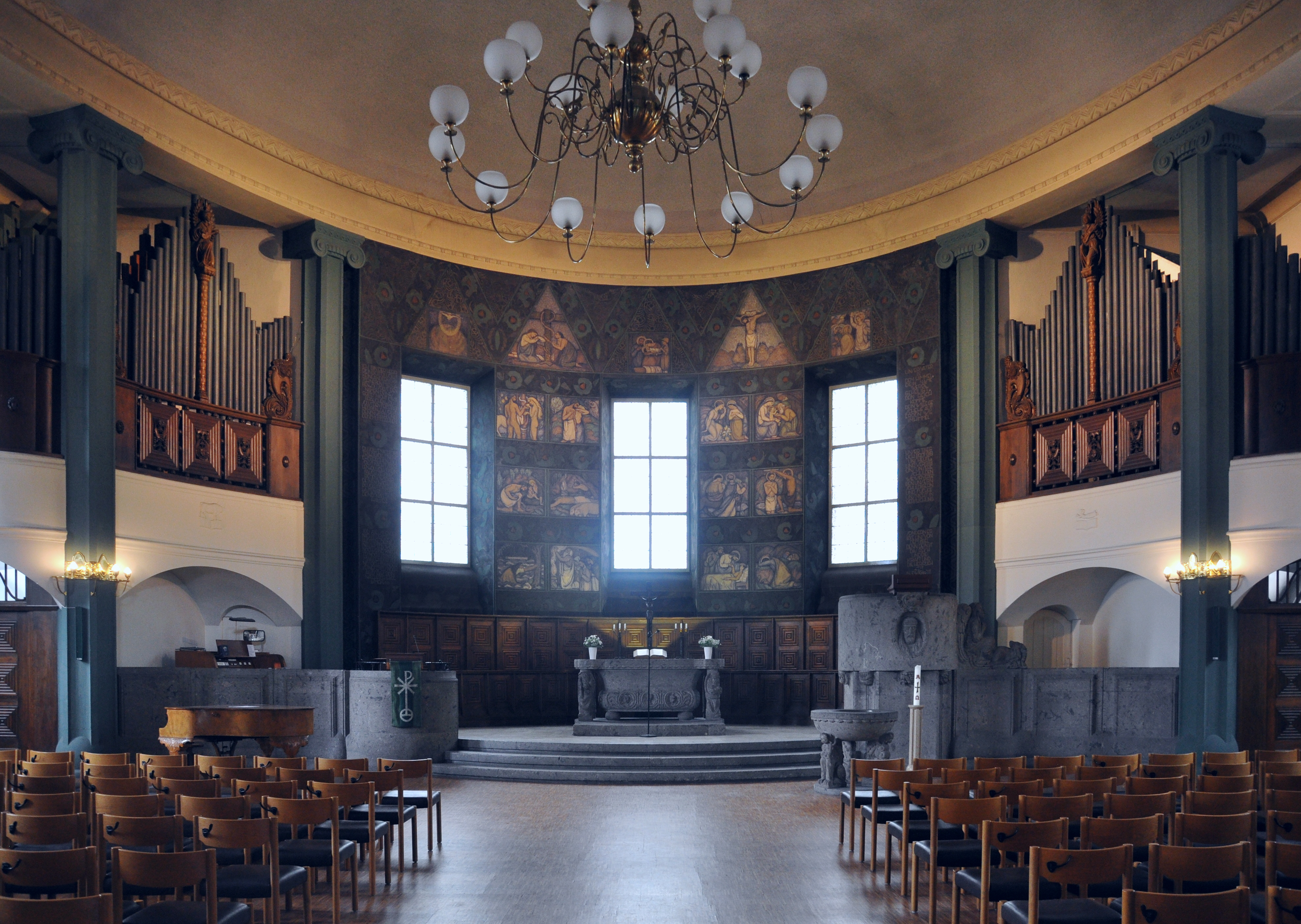
Teilwerke der Orgel auf den Choremporen

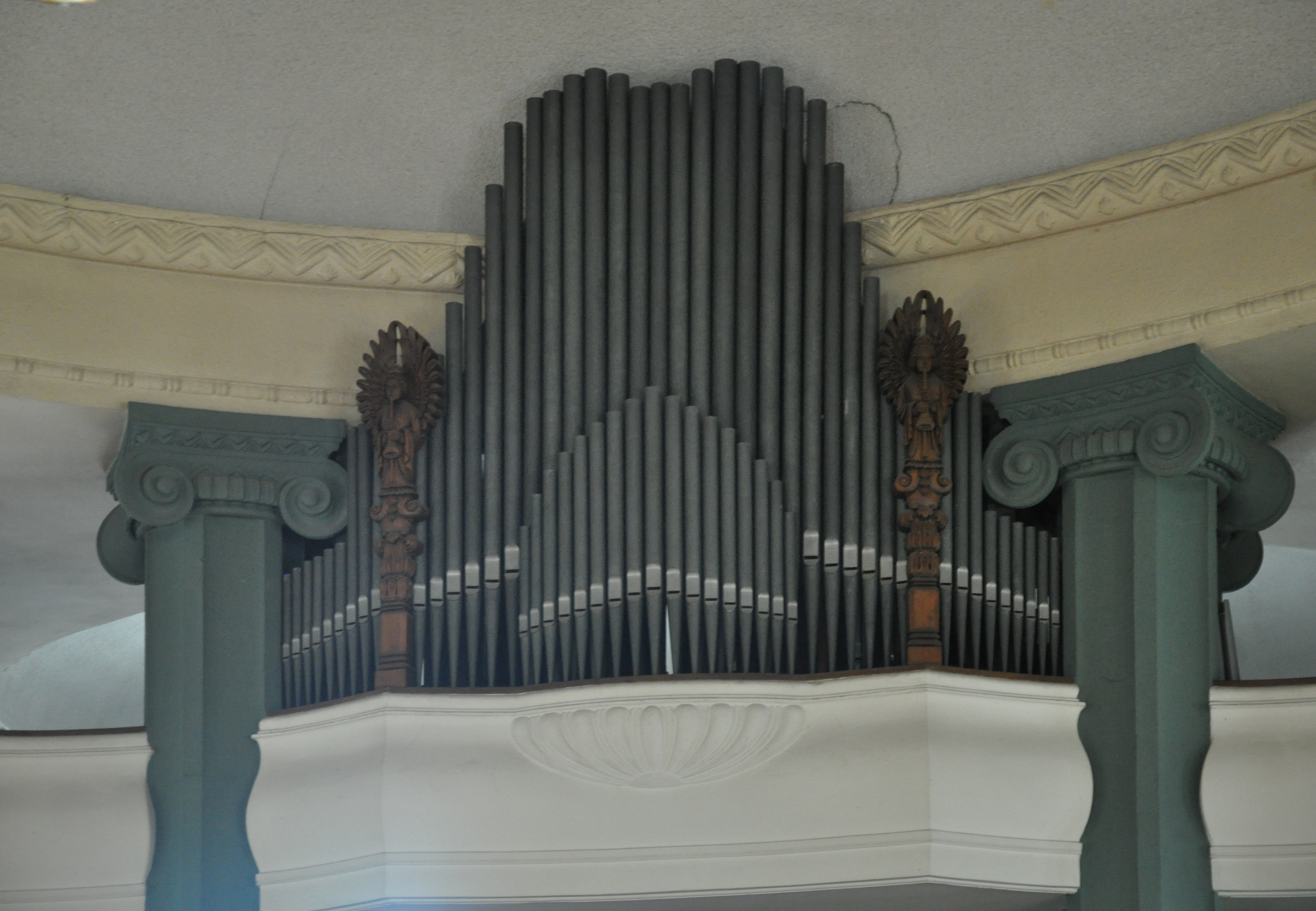
Echowerk auf der Westempore

Die Orgel wurde 1913 von der Orgelbauwerkstatt Friedrich Weigle (Stuttgart) errichtet. Als Besonderheit sind die Register der Manuale und des Pedals auf drei unterschiedliche Standorte im Raum verteilt, nämlich auf die nördliche Chorempore, die südliche Chorempore, und die obere Westempore. In den Jahren 1976–1988 wurde das Instrument in mehreren Phasen durch die Erbauerfirma umgebaut und erweitert. Dabei wurden auch die vormaligen Membranladen gegen Schleifladen ausgetauscht. Die elektropneumatische Traktur wurde beibehalten. Seit mehreren Jahren wird das Instrument restauriert, wobei die ursprüngliche Disposition wiederhergestellt werden soll. Die aktuelle Disposition, bei der das ursprüngliche Klangbild des Echo- bzw. Fernwerks wieder erreicht wurde, lautet (seit 2015):
| I Hauptwerk C–g3 |                  |        |
| 01.              | Bordun           | 16′    |
| 02.              | Prinzipal        | 08′    |
| 03.              | Gedeckt          | 08′    |
| 04.              | Flute octaviante | 08′    |
| 05.              | Octave           | 04′    |
| 06.              | Rohrflöte        | 04′    |
| 07.              | Quinte           | 02 ⁄3′ |
| 08.              | Oktave           | 02′    |
| 09.              | Hörnlein II      |        |
| 10.              | Mixtur IV–V      | 01 ⁄3′ |
| 11.              | Trompete         | 08′    |

| II Schwellwerk C–g3 |                  |        |
| 12.                 | Schwellprinzipal | 08′    |
| 13.                 | Seraphonflöte    | 08′    |
| 14.                 | Salizional       | 08′    |
| 15.                 | Geigenprinzipal  | 04′    |
| 16.                 | Gedecktflöte     | 04′    |
| 17.                 | Flageolet        | 02′    |
| 18.                 | Larigot          | 01 ⁄3′ |
| 19.                 | Kornett III–V    | 2 ⁄3'  |
| 20.                 | Streichmixtur IV | 01′    |
| 21.                 | Fagott           | 16′    |
| 22.                 | Oboe             | 08′    |
|                     | Tremulant        |        |

| III Echowerk C–g3 |                |     |
| 23.               | Quintatön      | 16′ |
| 24.               | Gemshorn       | 08′ |
| 25.               | Flauto amabile | 08′ |
| 26.               | Aeoline        | 08′ |
| 27.               | Vox coelestis  | 08′ |
| 28.               | Traversflöte   | 04′ |

| Pedal C–f1 |                     |        |
| 29.        | Prinzipalbass       | 16′    |
| 30.        | Violonbass          | 16′    |
| 31.        | Subbass             | 16′    |
| 32.        | Echobass (= Nr. 23) | 16′    |
| 33.        | Oktavbass           | 08′    |
| 34.        | Gedecktbass         | 08′    |
| 35.        | Cello               | 08′    |
| 36.        | Choralbass          | 04′    |
| 37.        | Hintersatz IV       | 02 ⁄3′ |
| 38.        | Posaune             | 16′    |
| 39.        | Trompete            | 08′    |

- Koppeln: II/I, III/I, III/II, I/P, II/P, III/P
- Spielhilfen (seit 1986): zwei freie Kombinationen, eine freie Pedalkombination, Tutti, Crescendowalze